# Kiefersfelden

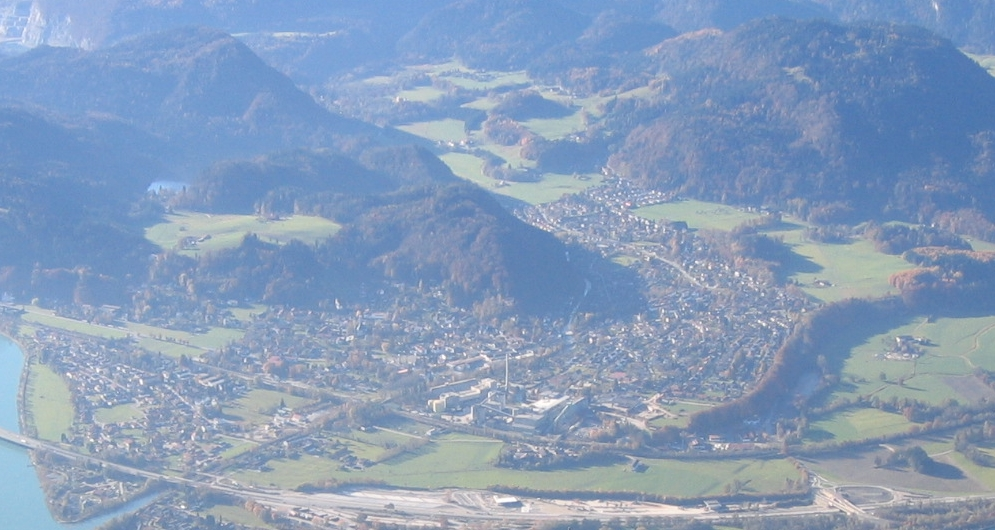
Luftbild

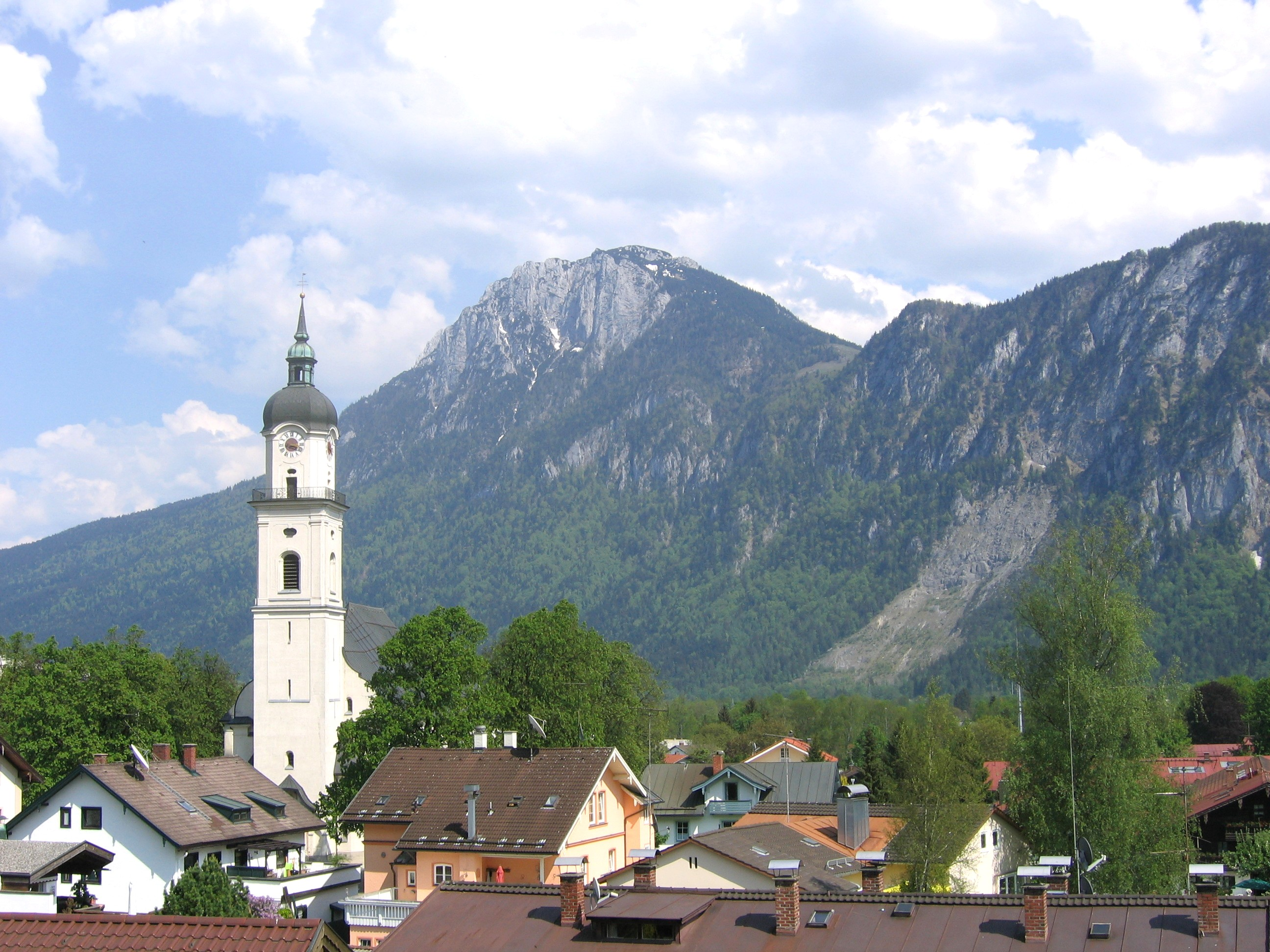
Die Neue Pfarrkirche Heilig Kreuz mit dem Zahmen Kaiser

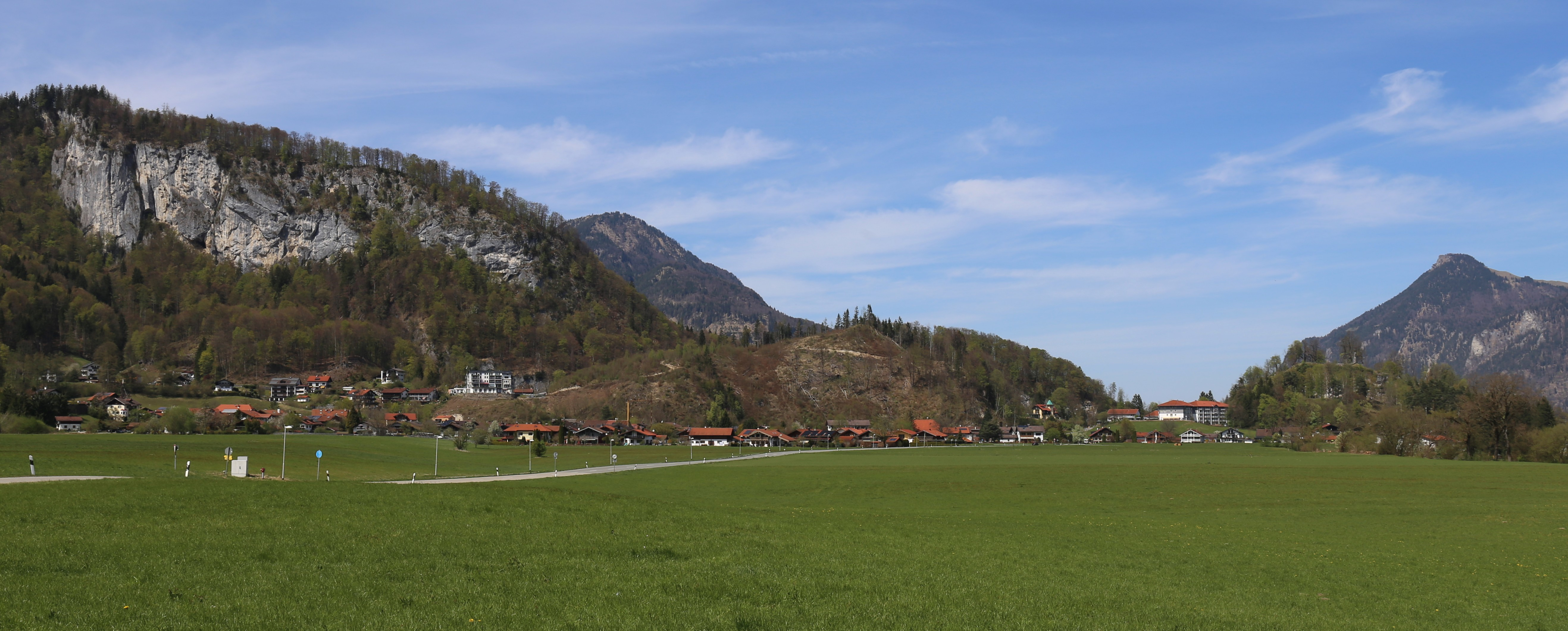
Mühlbach von Süden

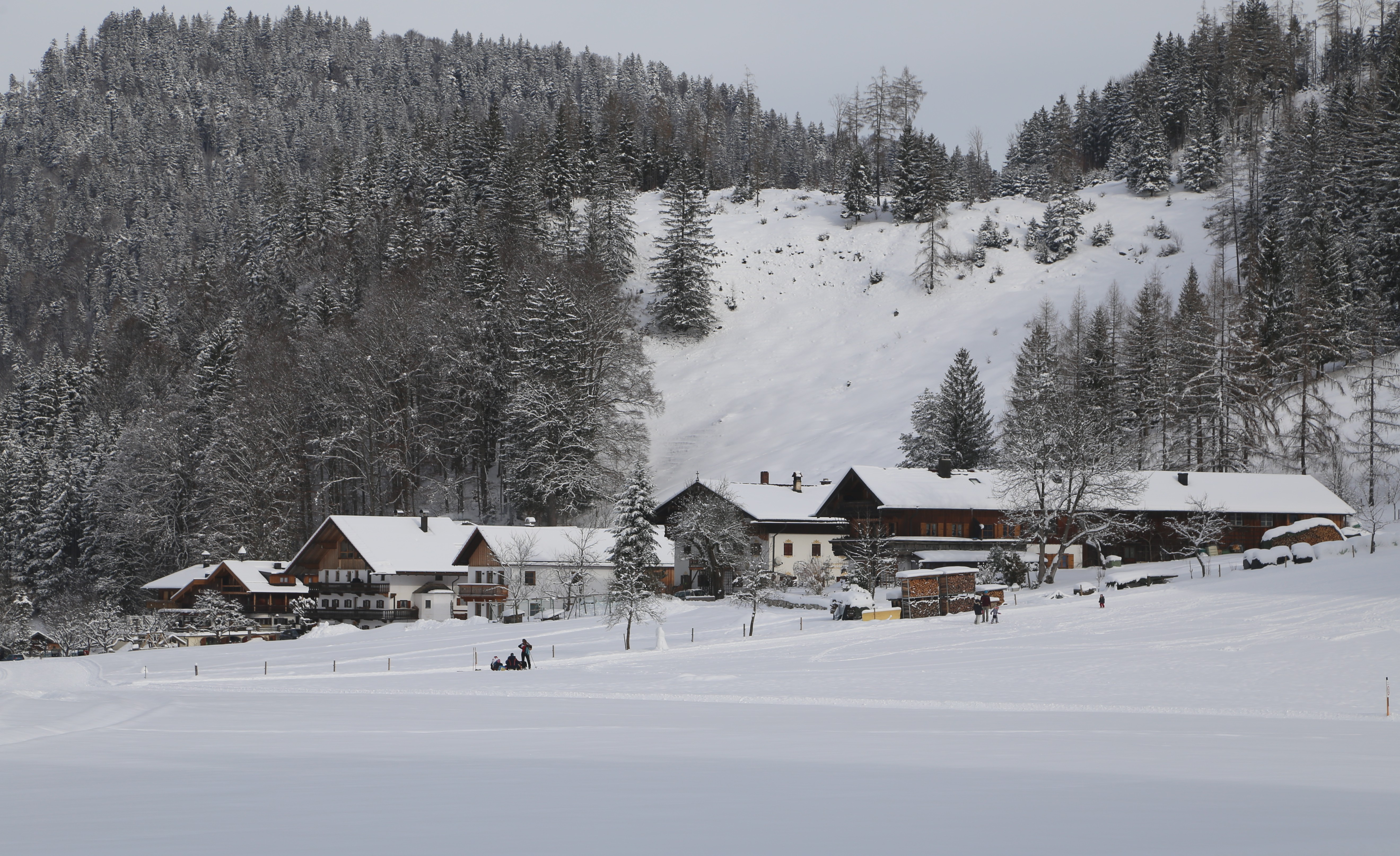
Mühlau im Winter

Kiefersfelden (auch kurz: „Kiefer“ genannt) ist eine Gemeinde im oberbayerischen Landkreis Rosenheim an der Grenze zu Österreich.

## Geographie

### Geographische Lage
Kiefersfelden liegt im bayerischen Teil des Unterinntals am Fuße des Kaisergebirges und direkt an der Grenze zu Tirol in Österreich. Der Klausenbach setzt die aus Tirol fließende Thierseer Ache auf bayerischer Seite fort, fließt nach Zufluss des Gießenbaches als Kieferbach durch das Dorf und mündet in den Inn.
Der Ort Kiefersfelden liegt 484 m ü. NHN. Die höchste Erhebung auf dem Gemeindegebiet ist der 1852 m hohe Große Traithen. Er gehört zum Mangfallgebirge und ist vor dem Wendelstein (1836 m) der höchste Berg im Landkreis Rosenheim.
Auf Gemeindegebiet liegen mehrere kleine Seen: Hödenauersee, Kieferer See und Kreutsee. Unmittelbar hinter der Staatsgrenze befinden sich auf Kufsteiner Gebiet der Egelsee und der Hechtsee.

### Nachbargemeinden
|                  | Oberaudorf       |              |
| Bayrischzell     | Kompass          | Ebbs (Tirol) |
| Thiersee (Tirol) | Kufstein (Tirol) |              |

### Gemeindegliederung
Es gibt 18 Gemeindeteile (in Klammern ist der Siedlungstyp angegeben):
- Althäusl (Einöde)
- Au (Weiler)
- Breitenau (Weiler)
- Gfallermühle (Dorf)
- Guggenau (Einöde)
- Hödenau (Weiler)
- Kiefersfelden (Pfarrdorf)
- Kohlstatt (Dorf)
- Köln (Weiler)
- Mühlau (Weiler)
- Mühlbach (Dorf)
- Nußlberg (Kirchdorf)
- Rechenau (Einöde)
- Ried (Weiler)
- Schöffau (Dorf)
- Troyer (Einöde)
- Wiesen (Weiler)
- Wildgrub (Einöde)

Größter Gemeindeteil – abgesehen vom Kernort Kiefersfelden – ist Mühlbach mit eigener Feuerwehr und Musikkapelle, der Sensenschmied Musikkapelle Mühlbach. Letztere geht zurück auf die Werkskapelle der Sensen-Union. Die Bayrische und Tiroler Sensenunion Mühlbach AG (1880–1991) produzierte zu ihren besten Zeiten mit 120 Mitarbeitern jährlich 350.000 Sensen. Mühlbach gehört zur politischen Gemeinde Kiefersfelden, aber zur Kirchengemeinde Oberaudorf. Auf dem Gebiet von Mühlbach – an der Grenze nach Oberaudorf – befinden sich das Caritas-Altenheim St. Peter und der gleichnamige Caritas-Kindergarten.

### Klima
Typisches Wettermerkmal ist der Föhn/Alpenföhn, der für Schönwetterperioden sorgt, der neben plötzlichen Temperaturerhöhungen für eine gute Fernsicht, bei empfindlichen Menschen aber für Kopfschmerzen verantwortlich ist.
Die mittlere Schneedeckendauer betrug zwischen 1951/52 und 1995/96 durchschnittlich 92 Tage (Langzeitverhalten der Schneedecke in Baden-Württemberg und Bayern, KLIWA, 2005).
Das aktuelle Wetter von Kiefersfelden wird in der (zum Messnetz des Deutschen Wetterdienstes gehörenden) Wetterstation Kiefersfelden-Gach auf 518 m über Normalnull aufgezeichnet. Dazu betreibt der Deutsche Wetterdienst die automatische Wetterstation P975 vom Stationstyp [WST III].

### Natur
Folgende Schutzgebiete berühren das Gemeindegebiet:
- Landschaftsschutzgebiet Inntal Süd (LSG-00595.01)
- Landschaftsschutzgebiet Inschutznahme des Gebietes Mühlau-Schöffau als LSG (LSG-00133.01)
- Landschaftsschutzgebiet Schutz des Auerbachtales einschl. Regau (am Förchenbach) und Bichlersee, Gemeinden Niederaudorf, Oberaudorf, Flintsbach und Kiefersfelden (LSG-00047.01)
- Geotop Gießenbachklamm (187R025)

## Geschichte

### Vor Christus
- 4.–3. Jahrtausend vor Christus: Früheste Zeugnisse menschlichen Lebens im Inntal.

### Römerzeit
- 2. Jahrhundert nach Christus: Durchgangsgebiet der römischen Inntalstraße.
- Während der Römerherrschaft reger Schiffsverkehr auf dem Inn.
- 5. Jahrhundert nach Christus: Der heilige Valentin von Passau, erster Bischof Rätiens († 460 nach Christus) reist auf dem Inn mehrmals nach Rom.
- 488 nach Christus: Endgültiger Abzug der Römer.

### Mittelalter
- Im ersten Drittel des 6. Jahrhunderts Landnahme durch die Bajuwaren.
- Um 1135: Kiefersfelden wurde zum ersten Mal in einer Urkunde als Chiverinesvelt erwähnt.
- Bis zum 13. Jahrhundert gehörten Güter auf Kiefersfeldener Siedlungen zum Bereich der Grafen von Falkenstein.
- In Salbüchern aus dem 13. Jahrhundert werden Abgaben an die herzogliche Grundherrschaft der Wittelsbacher aufgeführt. Darin sind Stellen auf Kiefersfeldener Gebiet aufgelistet. Dazu gehören zum Beispiel: Köln, Mühlbach, Trojer, Mühlau, Wildgrub, Bichl in der Schöffau.
- 1315: Die alte gotische Kiefersfeldener Kirche am Buchberg (siehe Foto alte Pfarrkirche, unten) wird in der Conradinischen Matrikel, dem ältesten Verzeichnis der Kirchen des Bistums Freising, genannt.

### Neuzeit und Industrialisierung
- 1503–1505 Landshuter Erbfolgekrieg: Weiler und Flecken des Gerichts Auerburg in Richtung Kufstein wurden niedergebrannt. Als Folge des Krieges fielen die Ämter Kitzbühel, Rattenberg und Kufstein an das Haus Habsburg, Kiefersfelden wurde Grenzort.
- Seit 1540 ist eine erste Schiffsbauwerkstatt im Ortsbereich nachweisbar.
- 1611 erwarben die Grafen Fieger (aus der Gemeinde Fügen im Zillertal) von den Bayern-Herzögen Gelände hinter dem Buchberg, um dort Holz anzulanden und zu verkohlen. Sie betrieben im Zillertal Schmelzöfen und Hammerwerke, aber die dortigen Holzvorräte zur Erzeugung des Brennstoffs Kohle gingen zu Ende. Daraufhin bekamen sie vom Hause Habsburg die Wälder der Thierseer Ache zur Nutzung angeboten, mussten dieses Holz aber durch Trift erst auf bayerisches Gebiet bringen, um die dort erzeugte Kohle dann auf dem Wasser in das Zillertal bringen zu können.
- 1612 wurden 24.000 Stämme getriftet und auf der Kohlstatt geländet.
- 1618 Gründung der Ritterschauspiele.
- 1695 erhielten die Fieger die Genehmigung zur Errichtung eines Eisenwerkes auf der Kiefer, dem Gelände zwischen der Landstraße und dem Inn.
- 1696 Errichtung des Blaahauses.
- Im Zuge der Verwaltungsreformen in Bayern 1818 wurde Kiefersfelden eine selbstständige politische Gemeinde.
- 1834 bis 1836 Errichtung der Ottokapelle (Architekt: Joseph Daniel Ohlmüller) an der Straße nach Kufstein zum Gedenken an den Grenzübertritt von Otto, Sohn von König Ludwig I. von Bayern, als er sein Amt als König von Griechenland antrat.
- 1858 Eröffnung der Bahnlinie Rosenheim–Kufstein.
- 1883 Gründung der Marmorindustrie Kiefer AG, nachdem 1882 Augsburger Kaufleute das nicht mehr rentable Hüttenwerk der Fieger aufgekauft hatten.

### Nach 1900

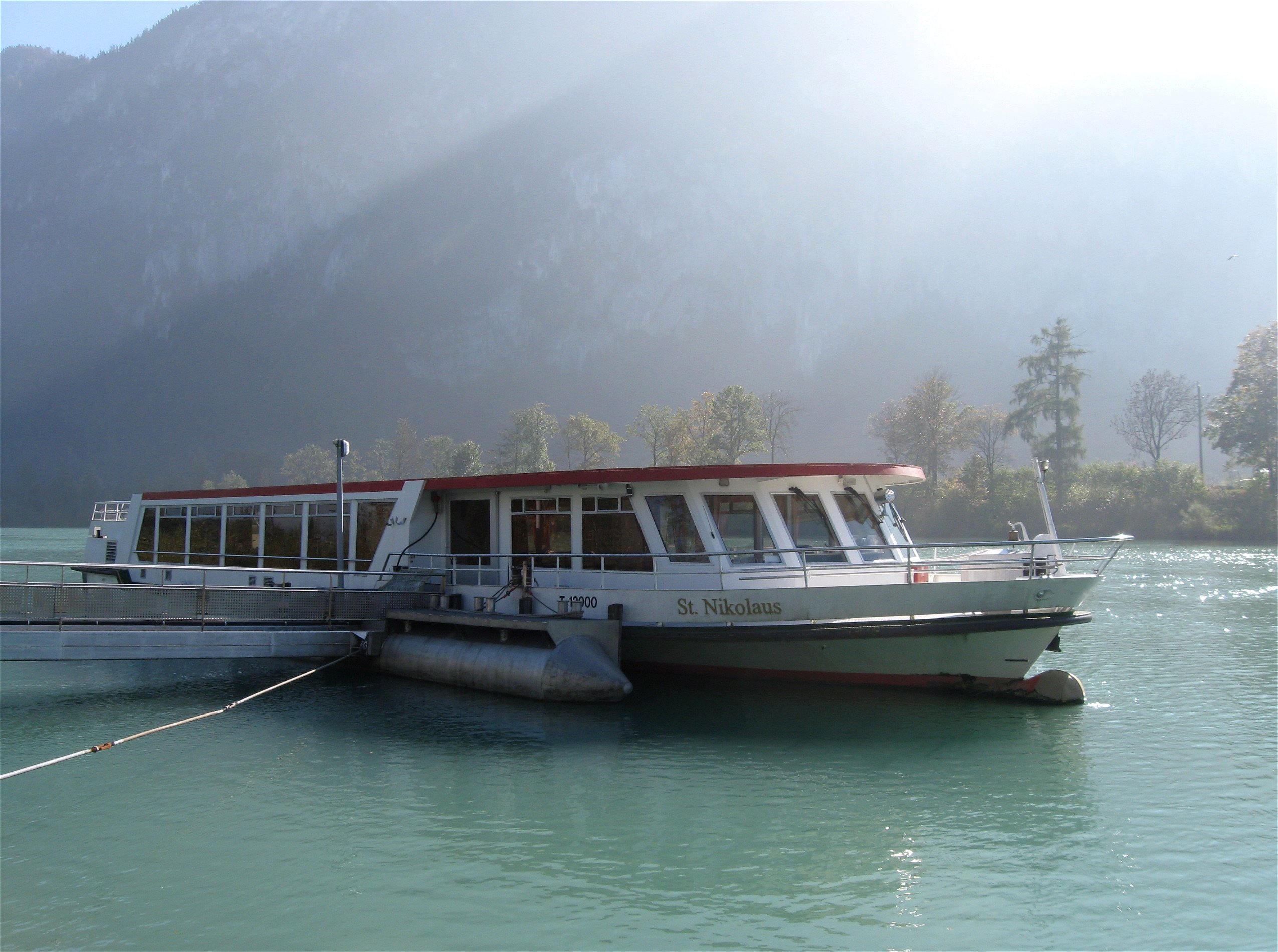
Innschiff St. Nikolaus an der Anlegestelle in Kiefersfelden

- 1910 Errichtung des Wasserkraftwerkes Gießenbach.
- Seit 1961 führt Kiefersfelden das Prädikat Luftkurort.
- 1998 nahm man die Innschifffahrt mit einer Anlegestelle in Kiefersfelden wieder auf. Bis zu 100 Passagiere fasste die „St. Nikolaus“. Weitere Anlegestellen gab es in den umliegenden Gemeinden Oberaudorf, Niederndorf, Ebbs und Kufstein. Aus Rentabilitätsgründen wurde der Schiffsverkehr mit der „St. Nikolaus“ 2011 wieder eingestellt.[12]

### Einwohnerentwicklung
Zwischen 1988 und 2018 wuchs die Gemeinde von 5661 auf 6821 um 1160 Einwohner bzw. um 20,5 %.

## Politik

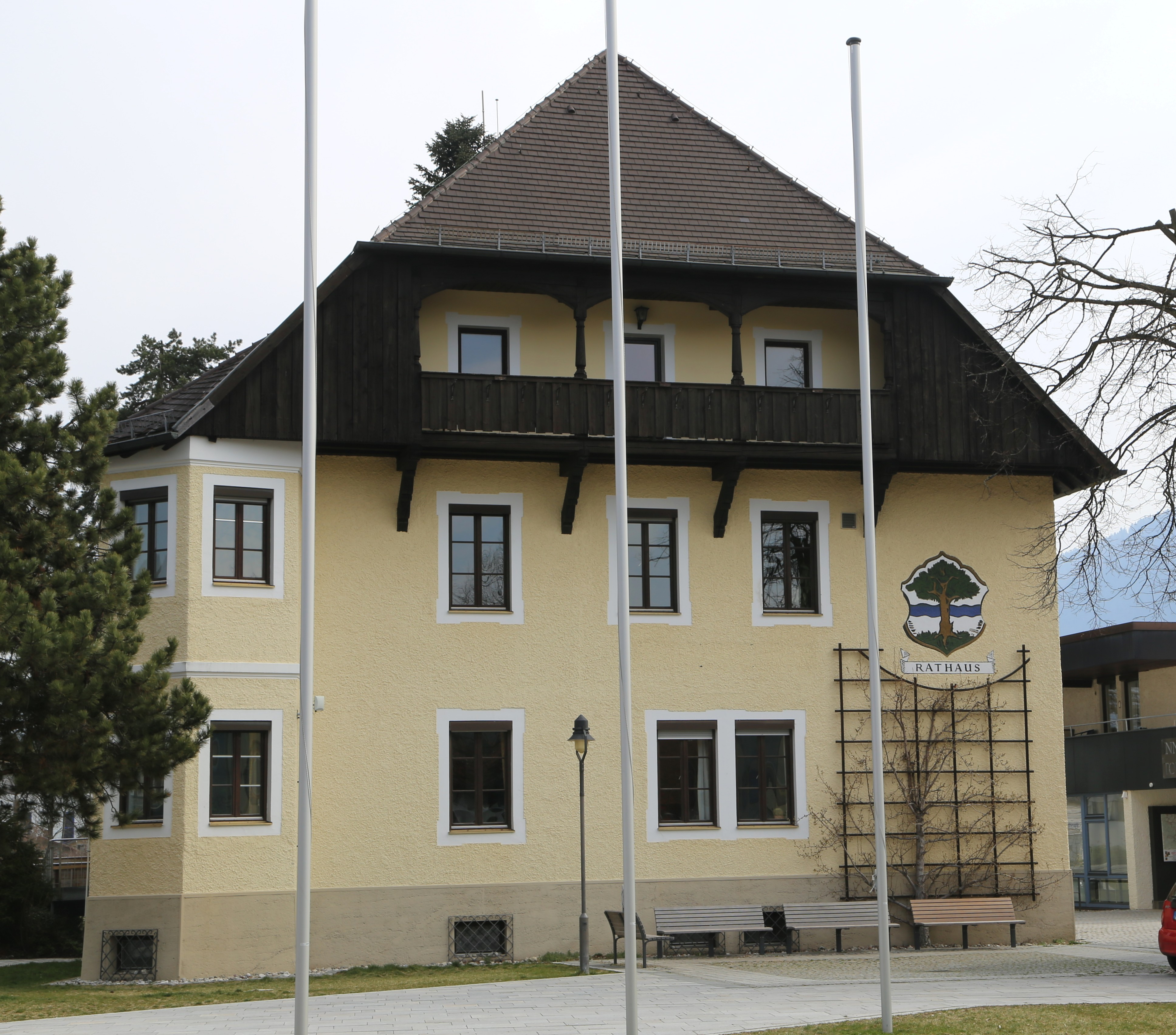
Rathaus Kiefersfelden

### Gemeinderat
Der Gemeinderat besteht aus dem ersten Bürgermeister und den Gemeinderatsmitgliedern. Die 20 Gemeinderatsmitglieder werden seit Mai 2020 von folgenden Gruppierungen gestellt:
- Unabhängige Wähler (UW): 10 Sitze
- CSU: 5 Sitze
- SPD: 3 Sitze
- Bündnis 90/Die Grünen: 2 Sitze

### Bürgermeister
- 19??–1960 Martin Kurz
- 1960–1984 Franz Larcher (UW)
- 1984–1996 Josef Danner
- 1996–2008 Erich Ellmerer (SPD)
- 2008–2014 Erwin Rinner (CSU)
- seit 2014: Hajo Gruber (UW)

Der Erste Bürgermeister Hajo Gruber (UW) wurde 2020 mit 63,8 % im Amt bestätigt.

### Wappen
| Wappen Gem. Kiefersfelden | Blasonierung: „In Silber auf grünem Boden eine grüne Kiefer, deren Stamm mit einem gesenkten, durchgehenden blauen Wellenbalken unterlegt ist.“ |
| Wappen Gem. Kiefersfelden | Wappenbegründung: Die auf dem Boden (Feld) stehende Kiefer ergibt ein vollständig, wenn auch zum Teil in falscher etymologischer Ableitung für den Ortsnamen redendes Bild. Kiefersfelden wird erstmals um 1135 als Chiverinesvelt (Feld an sandigen Böden) genannt. Der Wellenbalken, ein heraldisches Flusssymbol, versinnbildlicht die Lage der Gemeinde am Inn. In der Tingierung in Silber und Blau werden die bayerischen Landesfarben aufgenommen. Sie erinnern daran, dass Kiefersfelden seit dem 13. Jahrhundert zum wittelsbachischen Herzogtum Bayern (Amt Audorf, später Landgericht Auerburg) gehörte. Dieses Wappen wird seit 1934 geführt. |

### Gemeindepartnerschaft
Seit 1971 besteht eine Partnerschaft zwischen Kiefersfelden und Damville in der Normandie.

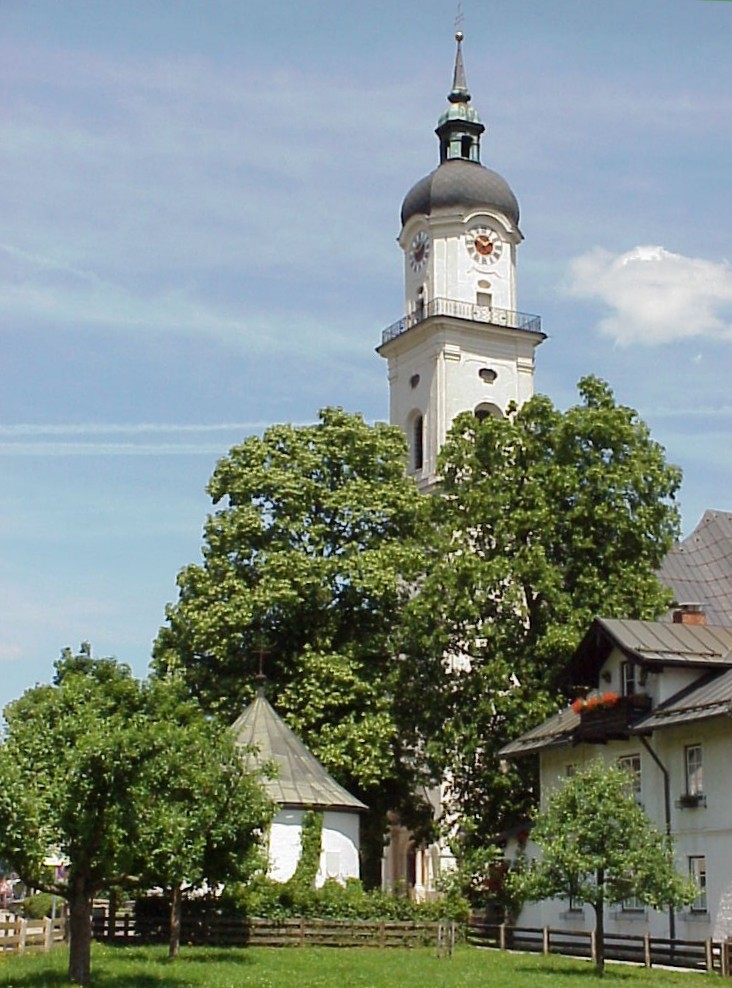
Neue Pfarrkirche Heilig Kreuz

## Kultur und Sehenswürdigkeiten

### Ritterschauspiele Kiefersfelden
Die Ritterschauspiele Kiefersfelden wurden 1618 gegründet und sind damit das älteste Volkstheater Deutschlands mit Drehwänden. Die Aufführungen finden alljährlich in den Sommermonaten auf der seit 1833 bestehenden Bühne nach barocken Vorbildern statt. Die Bühne ist mit einer barocken Drehkulisse ausgestattet. Die überwiegend aus der Region stammenden Laienschauspieler führen Stücke auf, die im 19. Jahrhundert vor Ort von Joseph Schmalz geschrieben wurden. Die Ritterschauspiele Kiefersfelden sind vom bayerischen Kultusministerium als volksbildend und künstlerisch besonders wertvoll anerkannt.

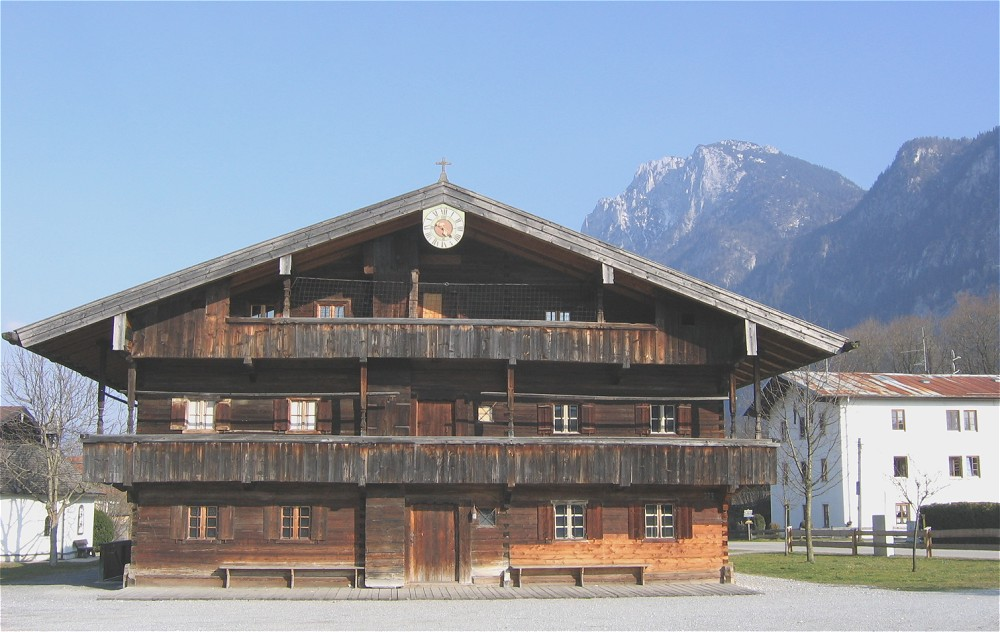
Blaahaus

### Museum im Blaahaus
Im Blaahaus werden Zeugnisse der Ortsgeschichte dargestellt – Kohlenbrennerei (Köhlerei), Eisenschmelze, Marmorindustrie Kiefer usw. – zu besichtigen. Ursprünglich diente das Blaahaus (1696 errichtet) als Wohnhaus für die Arbeiter am Schmelzofen (Blaaofen). In den 1990er Jahren wurde es an seinem angestammten Platz in der Ortsmitte abgebrochen und in die Unterkiefer versetzt. Dort wurde das Blaahaus 1996 als Museum eröffnet.

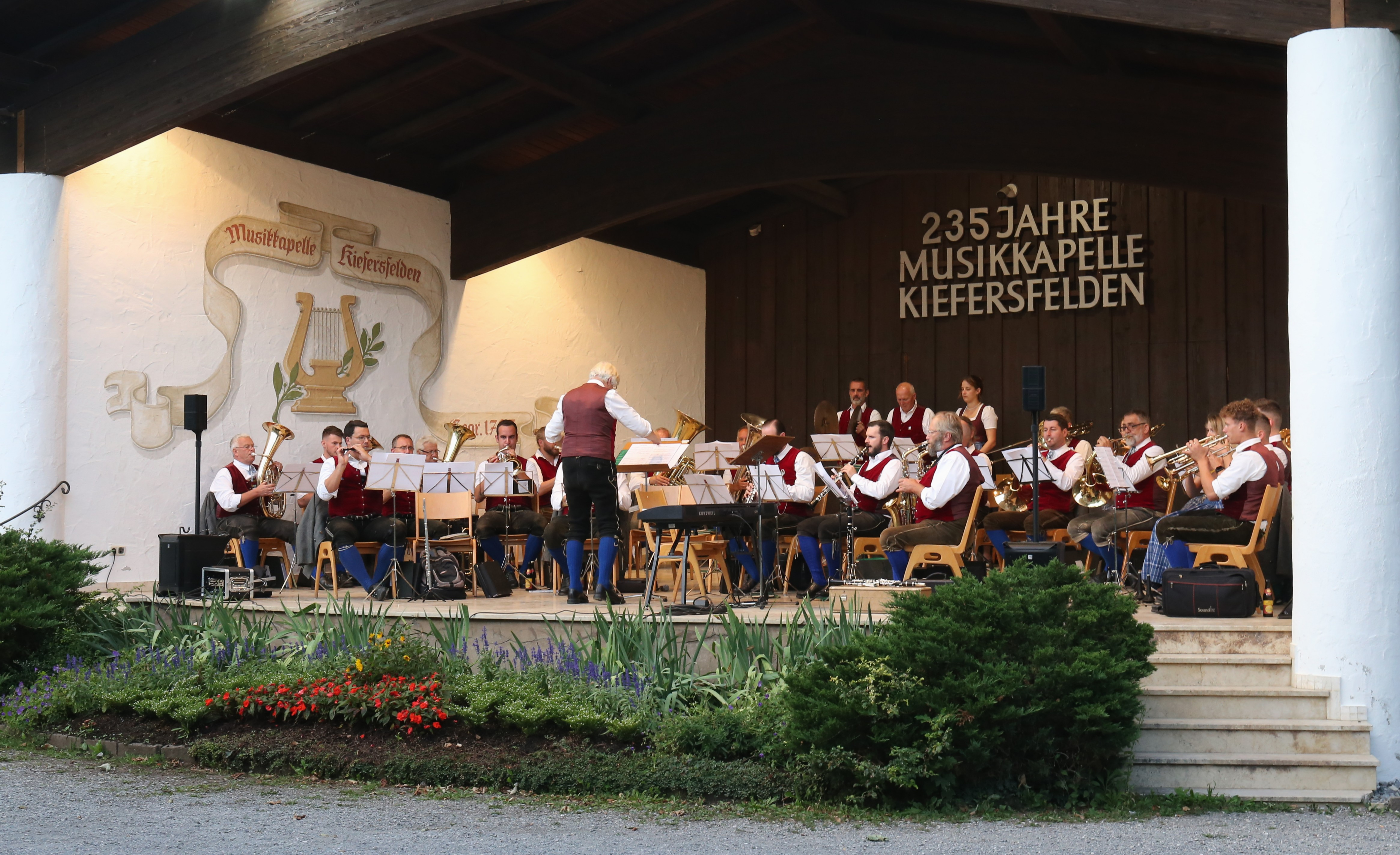
Musikkapelle

### Musikkapelle Kiefersfelden
Seit der Gründung im Jahr 1787 begleitet die Musikkapelle Kiefersfelden viele Veranstaltungen im Ort. Die Kapelle besteht aus über 50 Mitgliedern und tritt auch bei überregionalen Konzerten auf. Durch mehrere Tonaufnahmen, Rundfunk und Fernsehen hat die Musikkapelle einen hohen Bekanntheitsgrad erreicht.

### Musikschule Kiefersfelden
Die Musikschule Kiefersfelden ist eine Zweigstelle der Musikschule Rosenheim. Durch den Unterricht in verschiedenen Instrumentalfächern beteiligt sie sich an der musikalischen Ausbildung und an verschiedenen Veranstaltungen im Ort. In Zusammenarbeit mit der Musikkapelle Kiefersfelden und der Grundschule Kiefersfelden gibt es seit 2019 eine Bläserklasse. Der Unterricht findet vorwiegend in den Räumen der Grund- und Mittelschule Kiefersfelden statt.

### Trachtenverein Kiefersfelden
Der GTEV (Gebirgs-Trachten-Erhaltungs-Verein) „Grenzlandler“ Kiefersfelden e. V. wurde bereits 1905 gegründet und ist ein wichtiger Bestandteil im Vereinsleben der Gemeinde Kiefersfelden. Neben der Teilnahme an vielen kirchlichen Veranstaltungen (Sebastiani-Umzug, Kieferer Fest, Fronleichnam, Wallfahrt nach Schwarzlack (Brannenburg) usw.) treten die Aktiven des Trachtenvereins bei vielen Festen und Umzügen auf, wie dem jährlichen Gaufest.
Die Partnervereine des Trachtenvereins Grenzlandler Kiefersfelden sind der Trachtenverein Luegstoana Oberaudorf und der Trachtenverein Falkenstoana Flintsbach.

### Männergesangverein 1895 Kiefersfelden e. V.
Der Verein wurde am 18. November 1895 gegründet. Die aktiven Mitglieder treffen sich wöchentlich zur Gesangsprobe. Im Jahre 1905 wurde die erste Vereinsstandarte angeschafft, die noch heute vom Fähnrich gehütet wird.

### Wachtl-Express Kiefersfelden
Auf dieser Schmalspurbahn mit einer Spurbreite von 900 mm wurde bis 2002 Kalkstein aus dem mittlerweile stillgelegten Steinbruch Wachtl in Tirol nach Kiefersfelden zum mittlerweile stillgelegten Werk der HeidelbergCement AG transportiert. Anschließend gehörten die Anlagen der Wachtlbahn mit dem rollenden Material dem Südbayerischen Portland-Zementwerk Gebr. Wiesböck & Co. GmbH mit Sitz in Rohrdorf. Auf der fünf Kilometer langen Strecke fand ab 1990 an sieben Wochenenden im Jahr Personenverkehr statt. Dem Museums-Eisenbahn-Gemeinschaft Wachtl e. V. wurden dazu zwei E-Loks vom Typ Krokodil aus den Jahren 1929 und 1930 zur Verfügung gestellt. Mit drei Personenwagen von 1912 wurde das Ziel Wachtl angefahren.
1994 wurde die „Museums-Eisenbahn“ gesetzlich fundiert, vor allem durch die Unterstützung eisenbahnbegeisterter Beamter des Bayerischen Verkehrsministeriums, der Regierung von Oberbayern, der damaligen Bundesbahn und der Gemeinde Kiefersfelden.
2017 wurde der Betrieb eingestellt.

### Kieferer Puppentheater
Im Kieferer Puppentheater wird traditionelles und modernes Kasperl-Theater aufgeführt. Durch die liebevolle und detailreiche Gestaltung ist das Kieferer Puppentheater weit über die regionalen Grenzen bekannt. Das bayerische Kultusministerium verlieh das Prädikat „pädagogisch wertvoll“.

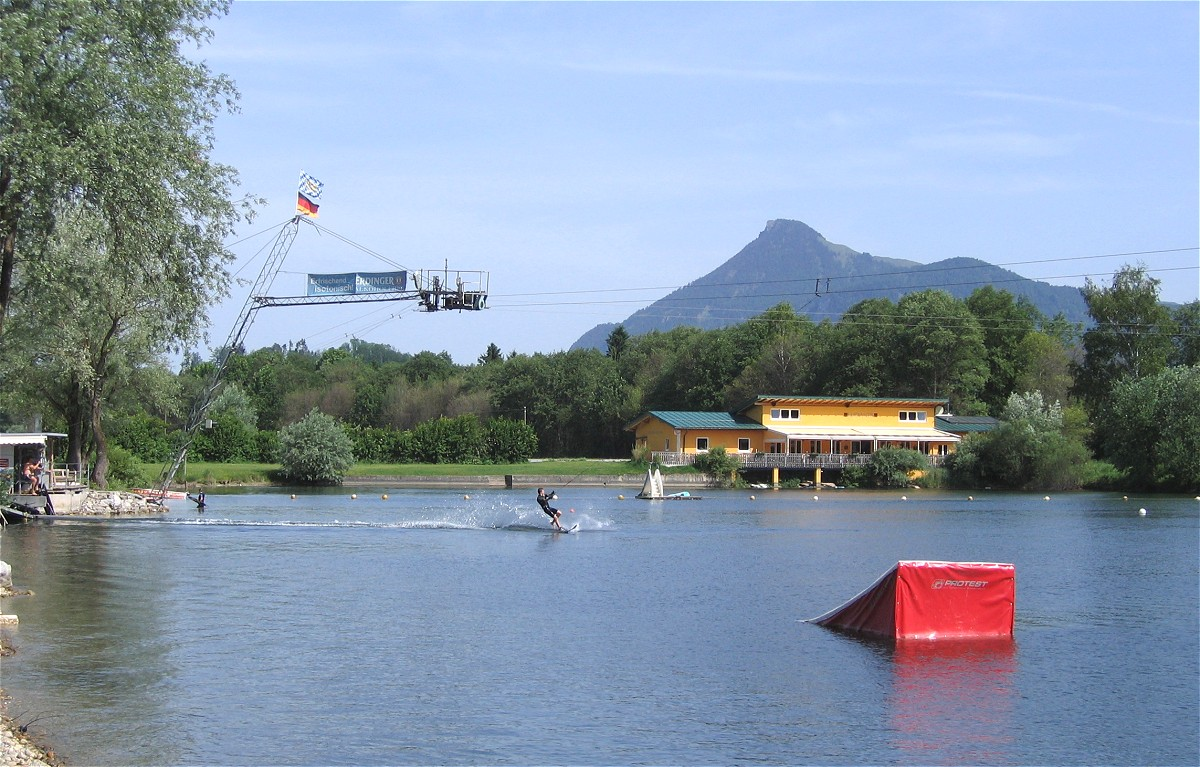
Wasserski am Hödenauersee, im Hintergrund das Kranzhorn

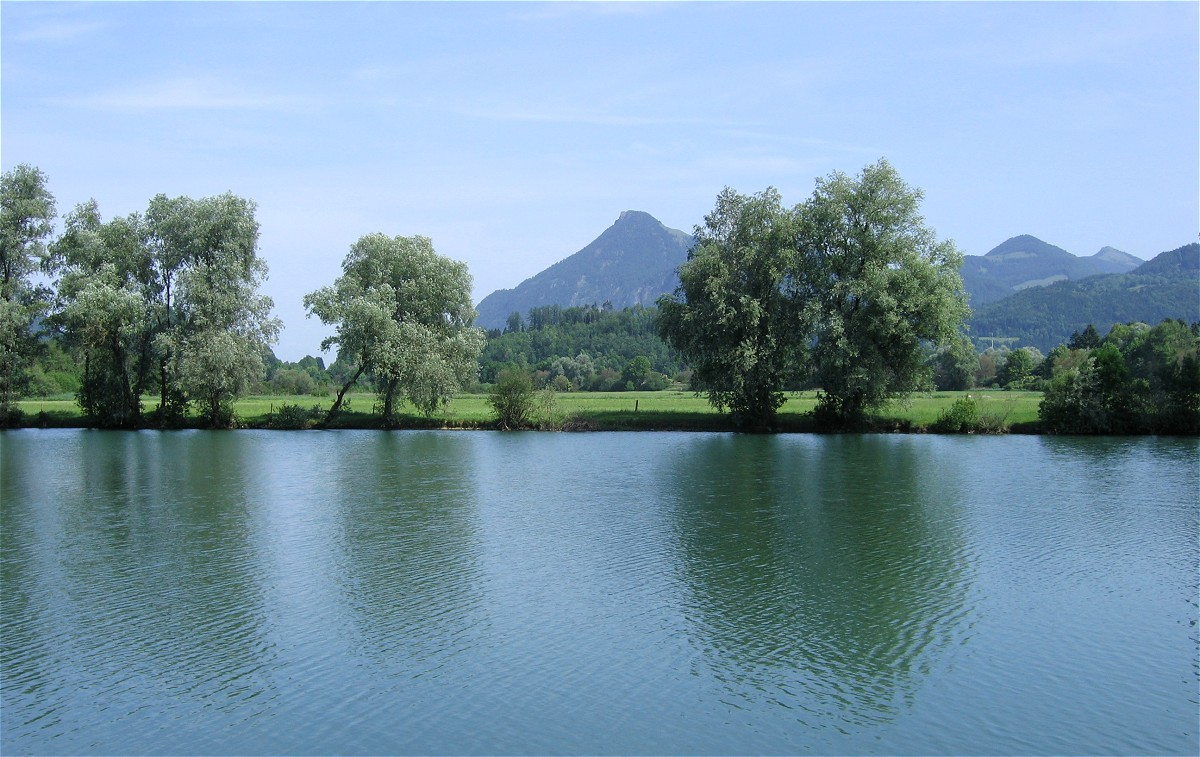
Kreutsee mit Kranzhorn

### Freizeit
- Innsola: Großzügiges Schwimmbad mit Außenbecken, Erdsauna, Dampfbad und Tauchbecken
- Wasserski am Hödenauersee:  Fünfeckkurs mit über 750 m Länge. Angetrieben durch einen Elektromotor
- Umfangreiche Wander- und Radwege mit vielen Ausflugszielen bis ins benachbarte Österreich
- Bade-Seen: Hechtsee (Tirol), Kieferer See, Kreutsee
- Outdoor Adventure-Rafting, Canyoning (Gießenbachklamm), Höhlentouren, Hochseilgarten, Kajak und Kanadier
- Angelfischerei: Tages- und Wochenkarten für den Kieferer See und den Inn gibt es im Touristinfo-Büro Kiefersfelden

### Sport

#### MTG Kiefersfelden
Im MTG Kiefersfelden sind die Freunde des Fahrrad- und Motorrad-Trial organisiert. Zu den durchgeführten Veranstaltungen zählen mehrere Weltmeisterschafts-Läufe im Motorrad-Trial und Läufe zur Süddeutschen Meisterschaft im Fahrrad-Trial. Dazu steht im alten Steinbruch eine Naturkulisse zur Verfügung.

#### WSC Kiefersfelden-Rosenheim
Mit dem WSC Kiefersfelden-Rosenheim ist in Kiefersfelden ein Wasserskiclub beheimatet. Der Verein stellte bereits mehrmals den Deutschen Mannschaftsmeister und Weltmeister im Wasserskifahren. Es werden regelmäßig nationale und internationale Wettkämpfe im Wasserskilaufen und im Wasserskispringen am Hödenauer See ausgetragen.

#### TC Kiefersfelden
Der erst im Herbst 2006 gegründete Trialclub Kiefersfelden will die Jugend im Motorrad-Trialsport fördern.

#### ASV Kiefersfelden
- Im Frühjahr 1929 beschlossen fußballbegeisterte Bürger, in Kiefersfelden einen Sportverein zu gründen.
- 1931 fand nach einjähriger Bauzeit die Einweihungsfeier der Sportanlage (Sportplatz) statt. Zu dieser Zeit verfügte der Verein bereits über fünf Mannschaften.
- Durch eine ständige Ausweitung des Vereins wurde es nötig, weitere Anlagen zu schaffen. Am 13. Juli 1969 konnte die Vereinsführung die feierliche Einweihung der neuen Anlagen, verbunden mit einer Festwoche und dem 40-Jährigen Bestehen durchführen. Die 1. Mannschaft feierte den Aufstieg in die A-Klasse (heutige Kreisliga).
- 2009 wurde eine Schulsportanlage an der Kufsteiner Straße mit zwei Kunstrasenplätzen, 100-m-Bahn, Weitsprung- und Kugelstoßanlage, überdachter Asphaltstockbahn gebaut, die Umkleidekabinen wurden saniert und erweitert.
- 2010 fand ein Freundschaftsspiel gegen den Schweizer Meister, Pokalsieger und Champions-League-Teilnehmer FC Basel statt (Ergebnis: 1:21)
- 2012 stieg die 1. Mannschaft nach nur einem Jahr Kreisliga wieder in die Kreisklasse ab. Die 2. und 3. Mannschaft standen auf  Mittelplätzen in der B- und C-Klasse.

## Wirtschaft und Infrastruktur

### Elektrizitätsversorgung

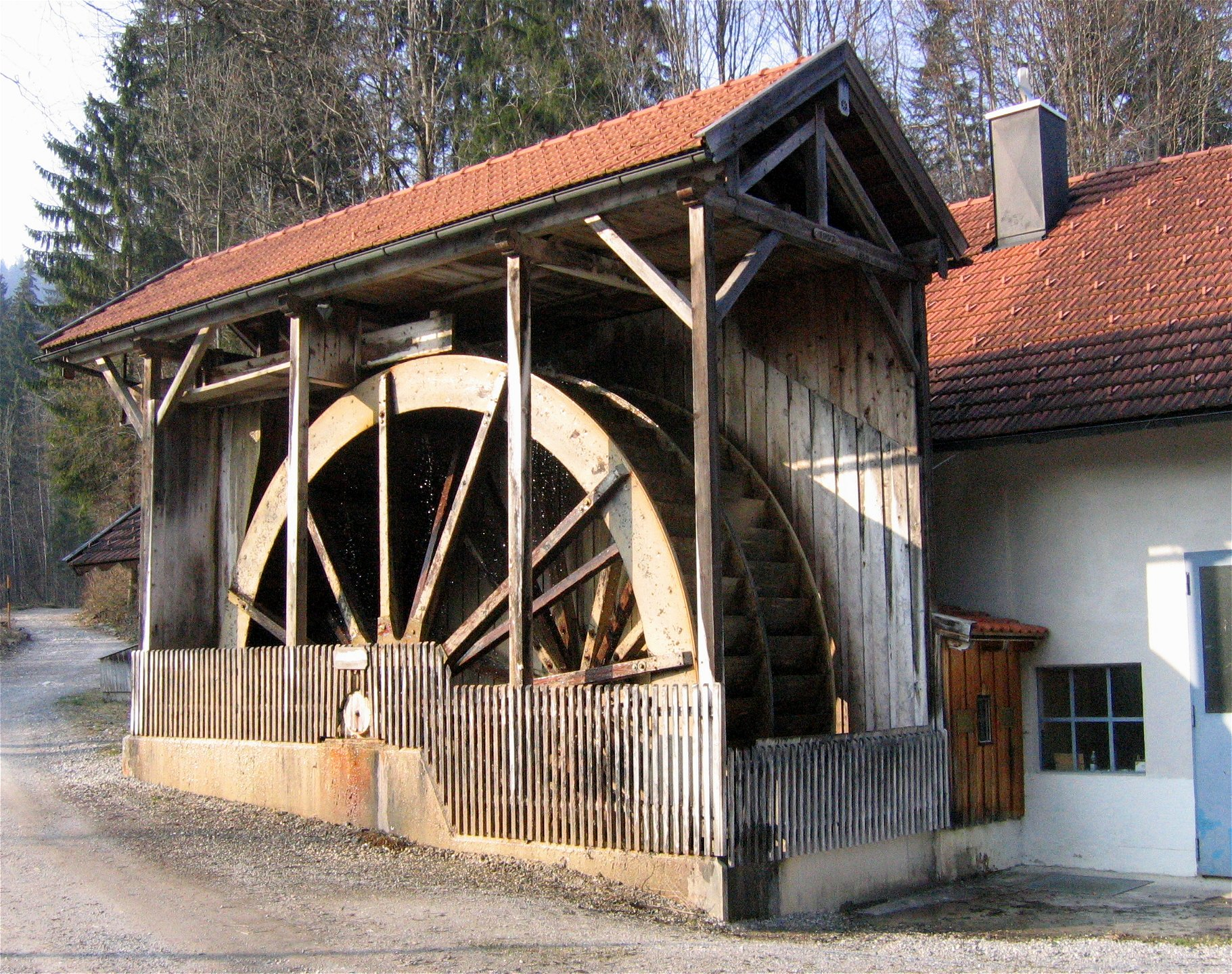
Eine Klein-Wasserkraftanlage am Gießenbach (110.000 kWh/Jahr)

Die Gemeindewerke Kiefersfelden sind der örtliche Stromnetzbetreiber. In Kiefersfelden wird bereits seit dem 15. Jahrhundert die Wasserkraft des Kieferbaches und des Gießenbaches genutzt. 1910 nahm die Gemeinde das heute noch genutzte Gießenbach-Kraftwerk in Betrieb, wozu der Gießenbach durch einen Damm aufgestaut werden musste.
Auch der lokal leicht angestaute Kieferbach wird zur Stromerzeugung genutzt. Dort ist neben der Kieferbach-Brücke die größte Wasserkraftschnecke Deutschlands in Betrieb, die eine Jahresleistung von etwa 350.000 kWh erzeugt und etwa 100 Haushalte mit Strom versorgt.
Der Bau eines „Bürger-Sonnenkraftwerkes“ erregte 2001 überregionales Interesse. Auf dem Dach einer Schule wurden 243 m² Modulflächen mit einem jährlichen Stromertrag von etwa 27.000 kWh montiert. Die Baukosten wurden durch den Verkauf von Anteilsscheinen an die Bürger aufgebracht.

### Erdgasversorgung
Das lokale Erdgasverteilnetz wird von den Gemeindewerken Kiefersfelden betrieben.

### Wasserversorgung
Die Gemeindewerke Kiefersfelden betreiben in Kiefersfelden das Wassernetz. Bereits im Jahr 1902 wurde die Quellfassung der Sankt Josefsquelle und die Errichtung des Wasserhochbehälters Breitenau durchgeführt.

### Tourismus
Der Tourismus ist ein bedeutender Wirtschaftsfaktor. Bei einer Anzahl von 254 Fremdenbetten kommt die Gemeinde auf circa 31.000 Übernachtungen (Stand 2021). Die Gemeinde ist staatlich anerkannter Luftkurort.

### Verkehr
Der Ort Kiefersfelden liegt 85 km südöstlich von München, 30 km südlich von Rosenheim, 95 km westlich von Salzburg, 75 km nordöstlich von Innsbruck und ist 110 km von der Grenze zu Italien am Brenner entfernt.
- Straßenverkehr: Der Ort liegt an der Autobahn 93 Rosenheim – Kufstein. Die österreichische B 171 führt ab der Grenze als Staatsstraße 2089 durch die Gemeinde bis Brannenburg.
- Schienenverkehr: Kiefersfelden hat einen Bahnhof an der Strecke Rosenheim–Kufstein – (Innsbruck),[22] der mindestens stündlich von dem Betreiber Bayerische Regiobahn bedient wird.
- Busverkehr: Kiefersfelden ist durch die Buslinie 347 an den Regionalverkehr Oberbayern angeschlossen. Die Linie verbindet Kiefersfelden mit Oberaudorf, Flintsbach, Brannenburg und Raubling.

Unmittelbar neben der ehemaligen Anlegestelle der Innschifffahrt – und nicht weit vom Museum im Blaahaus (siehe unten) entfernt – befindet sich die Innfähre, die auf eine Tradition aus dem 18. Jahrhundert zurückgeht und nach Ebbs/Eichelwang in Tirol führt. Mit der Innfähre werden während der Sommermonate Personen und Fahrräder übergesetzt.

## Persönlichkeiten
- Oskar von Wydenbrugk (1815–1876), Politiker, in Kiefersfelden gestorben und begraben
- Erich von Schrötter (1885–1946), österreichisch-US-amerikanischer Jurist, Hochschullehrer und Schriftsteller
- Anton Kathrein (1888–1972), Unternehmer, Gründer der Kathrein-Werke
- Emil Hipp (1893–1965), Bildhauer
- Friedrich Kaufhold (1908–1989), deutscher Ingenieur und Feuerwehrmann
- Berta R. Liebermann (* 1929), österreichische Schriftstellerin, lebte in Kiefersfelden[23]
- Toni Stegmayer (* 1957), Bildhauer und Videokünstler
- Romed Baumann (* 1986), Skifahrer, lebt in Kiefersfelden
- Pius Paschke (* 1990), Skispringer, lebt in Kiefersfelden
- Anna Weidel (* 1996), Biathletin
- Manuel Lettenbichler (* 1998), Endurosportler

## Bilder

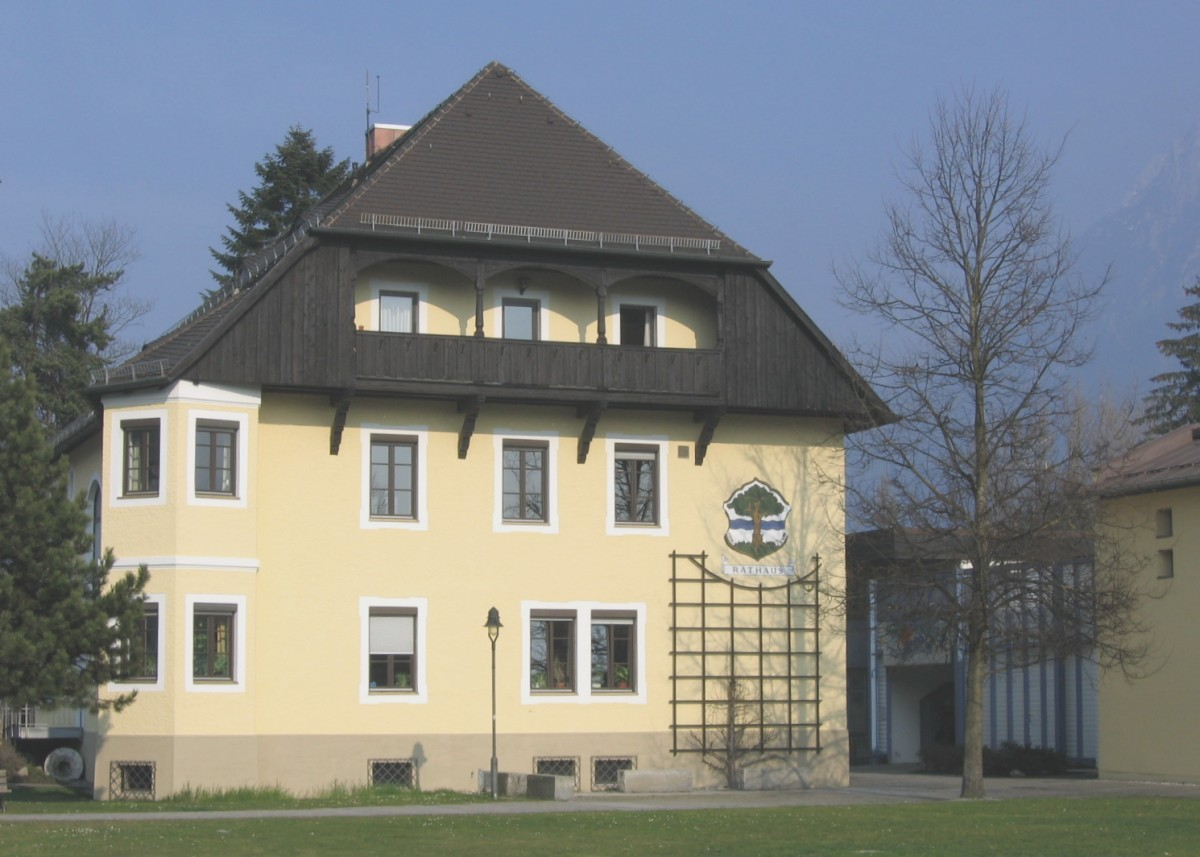
Rathaus
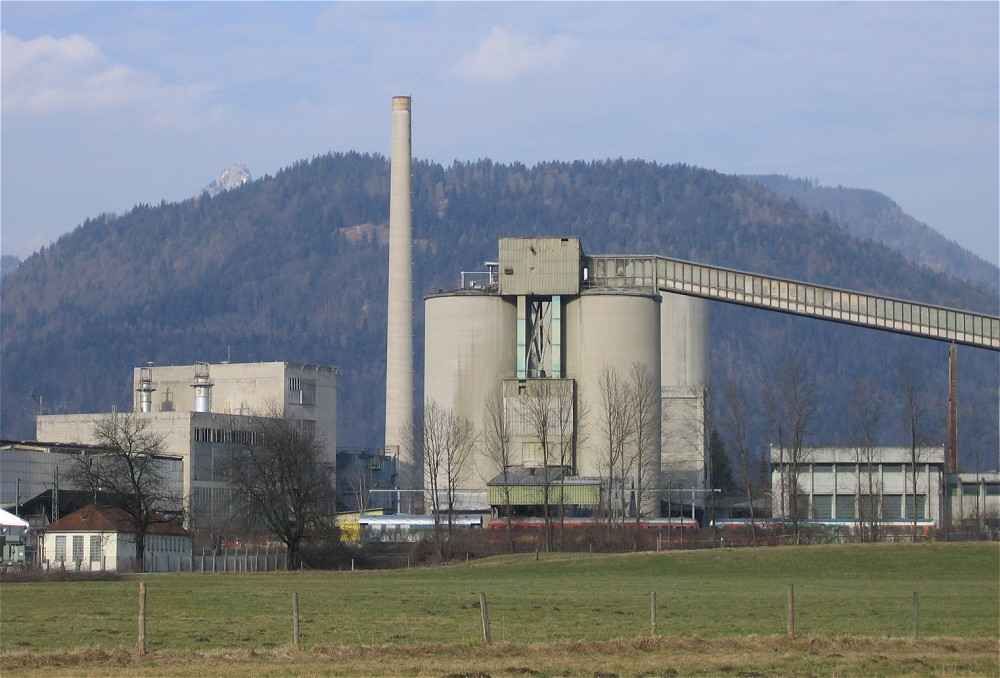
Stillgelegtes Zementwerk, zum großen Teil bereits abgerissen
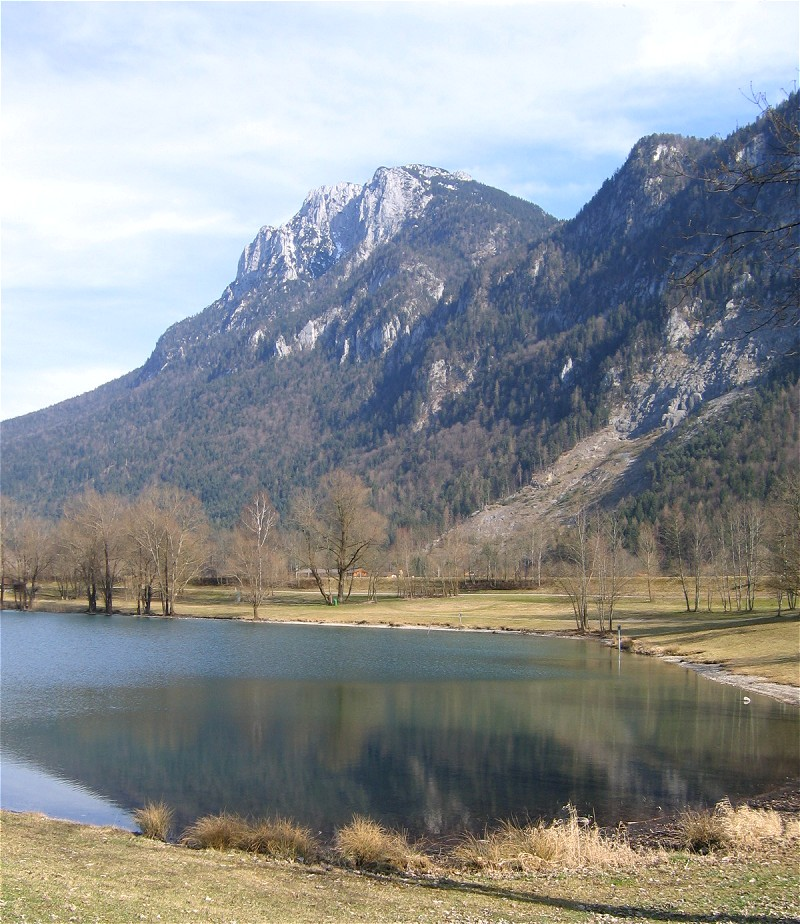
Kieferer See, im Hintergrund der Zahme Kaiser
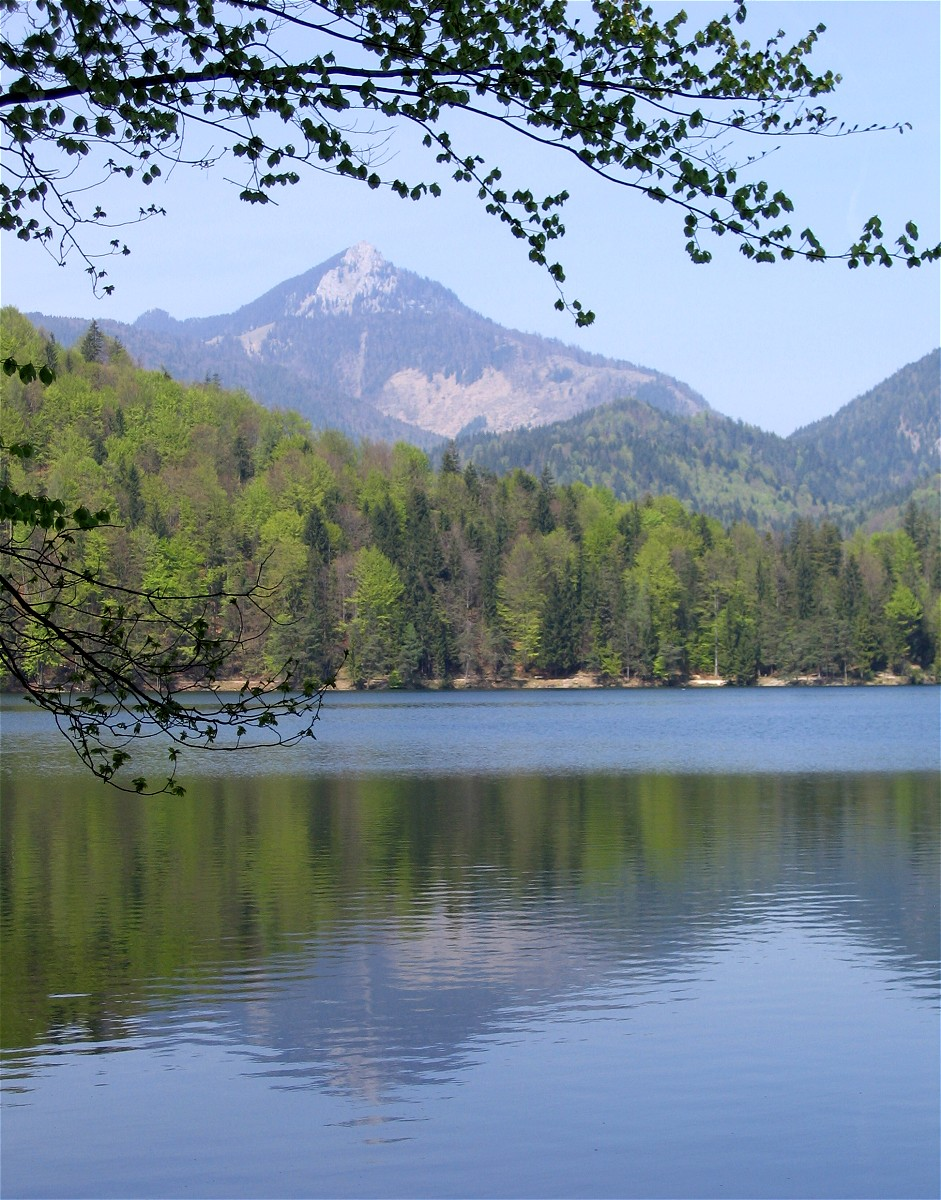
Hechtsee mit Brünnstein
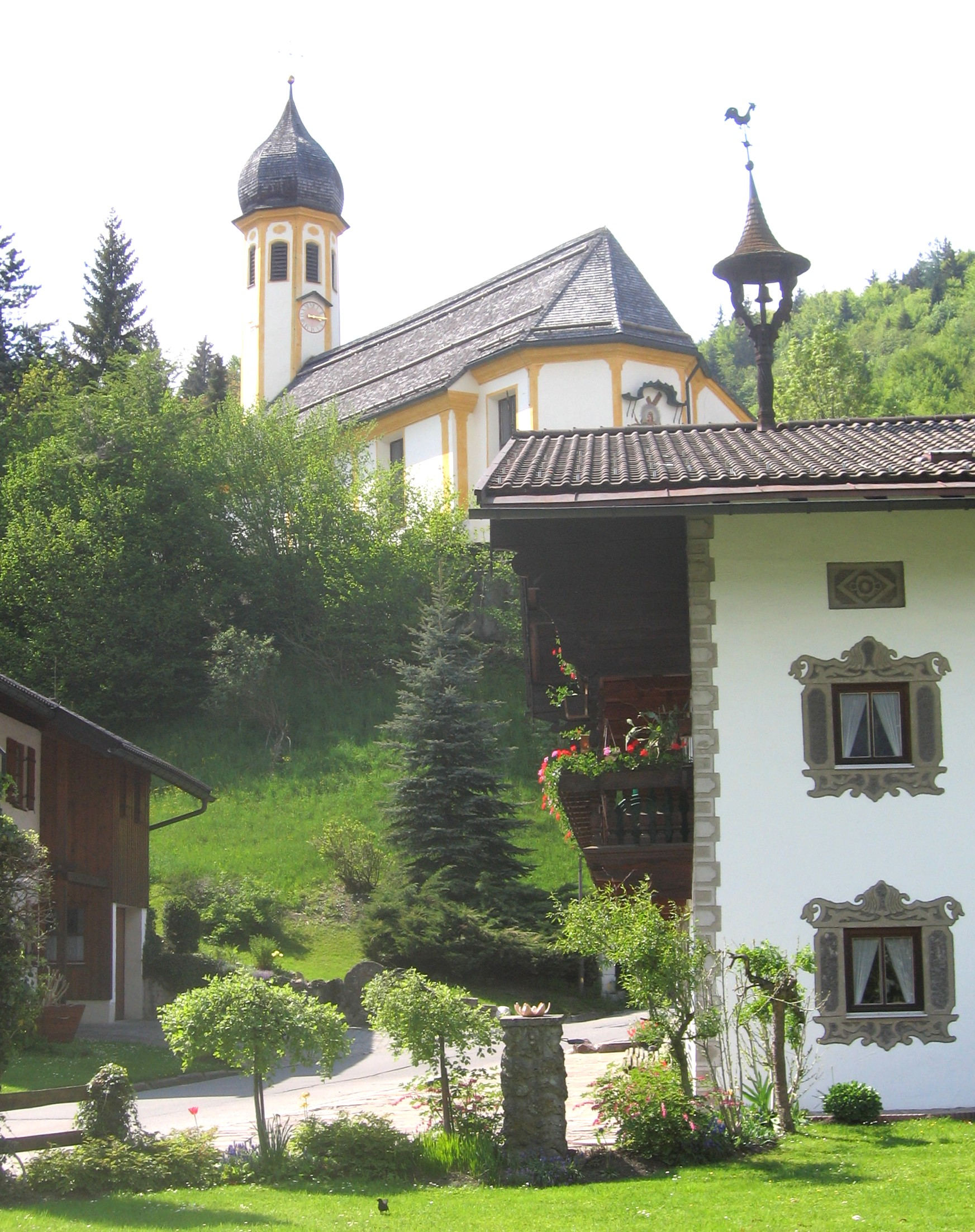
Alte Pfarrkirche
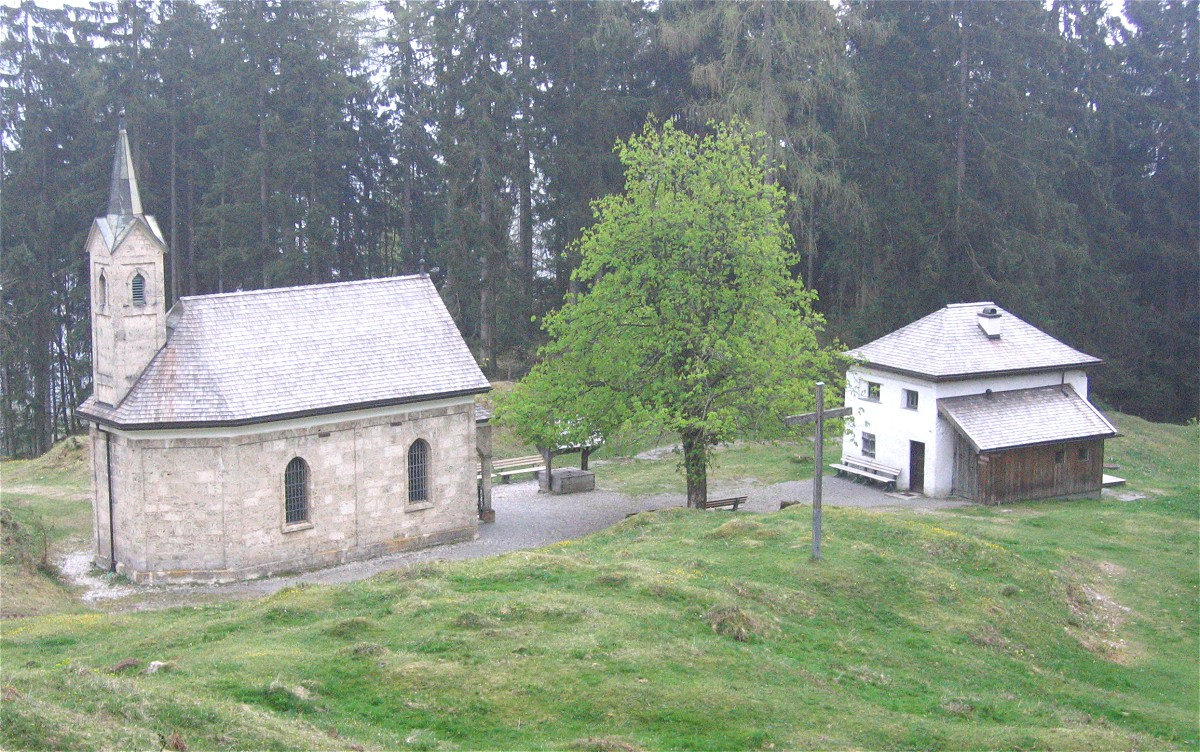
Wallfahrtskapelle auf dem Nusslberg
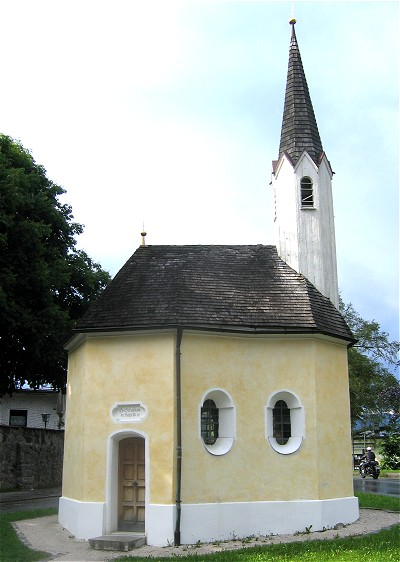
Sebastiani-Kapelle, erbaut 1616
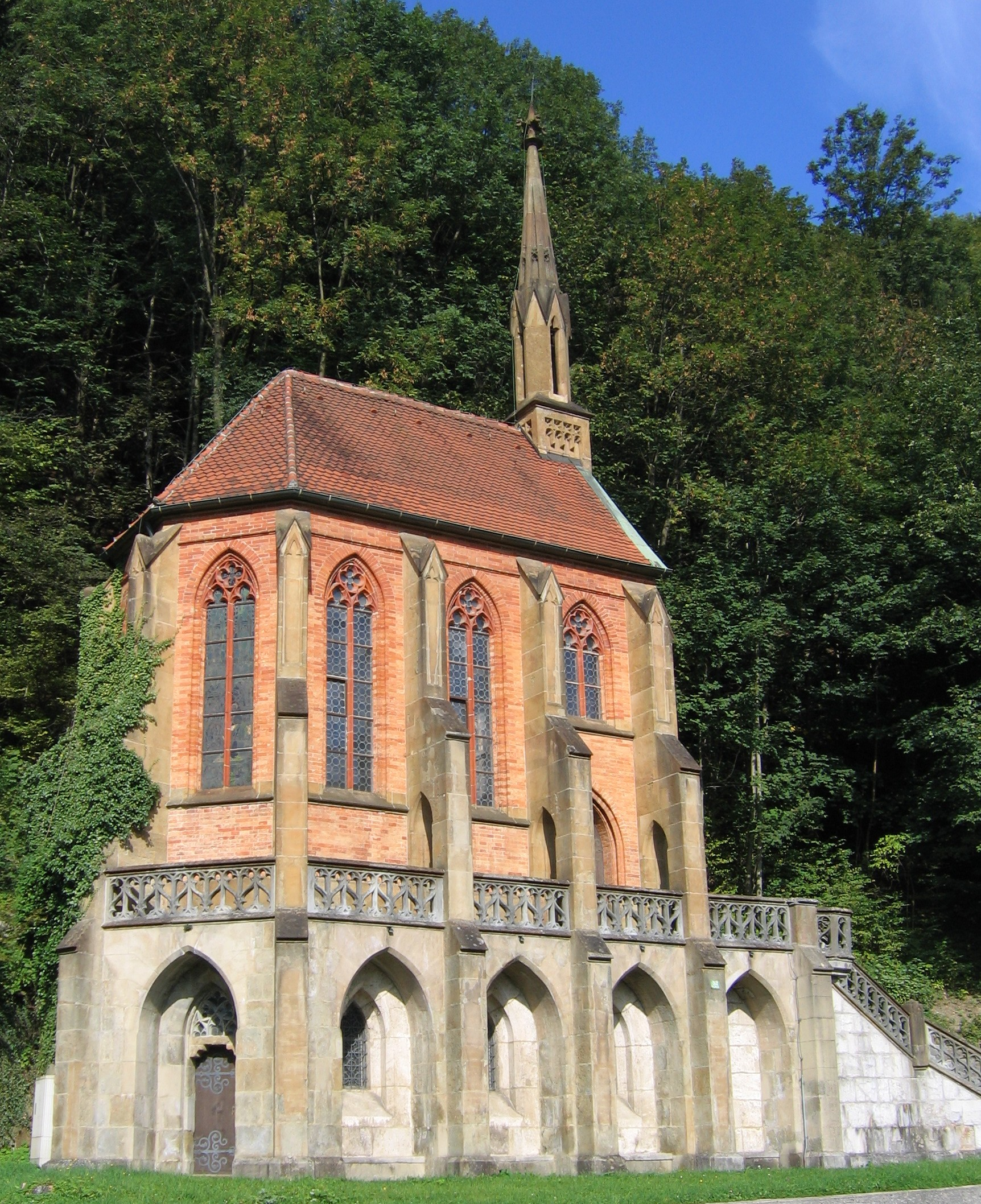
Ottokapelle Zur Erinnerung an Otto I., König von Griechenland
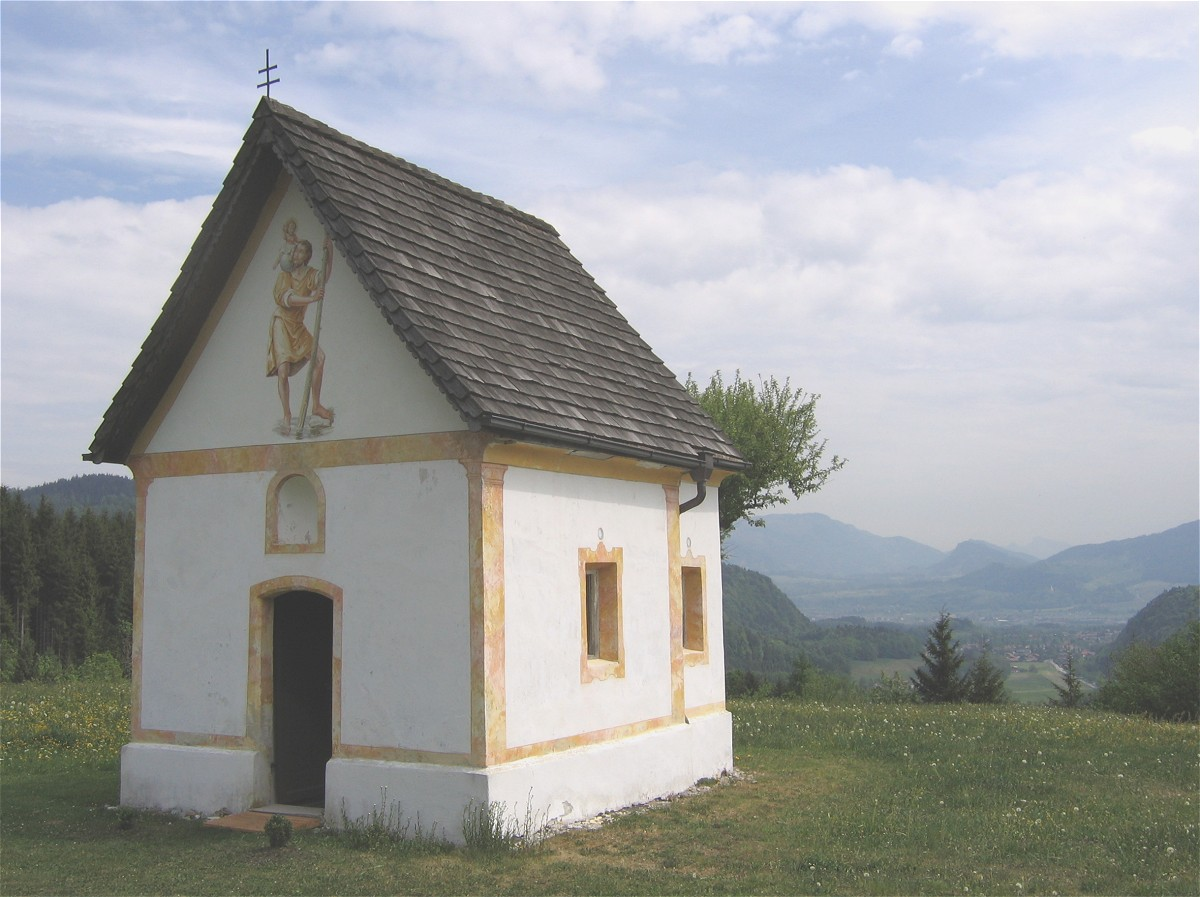
Kapelle beim Trojerhof
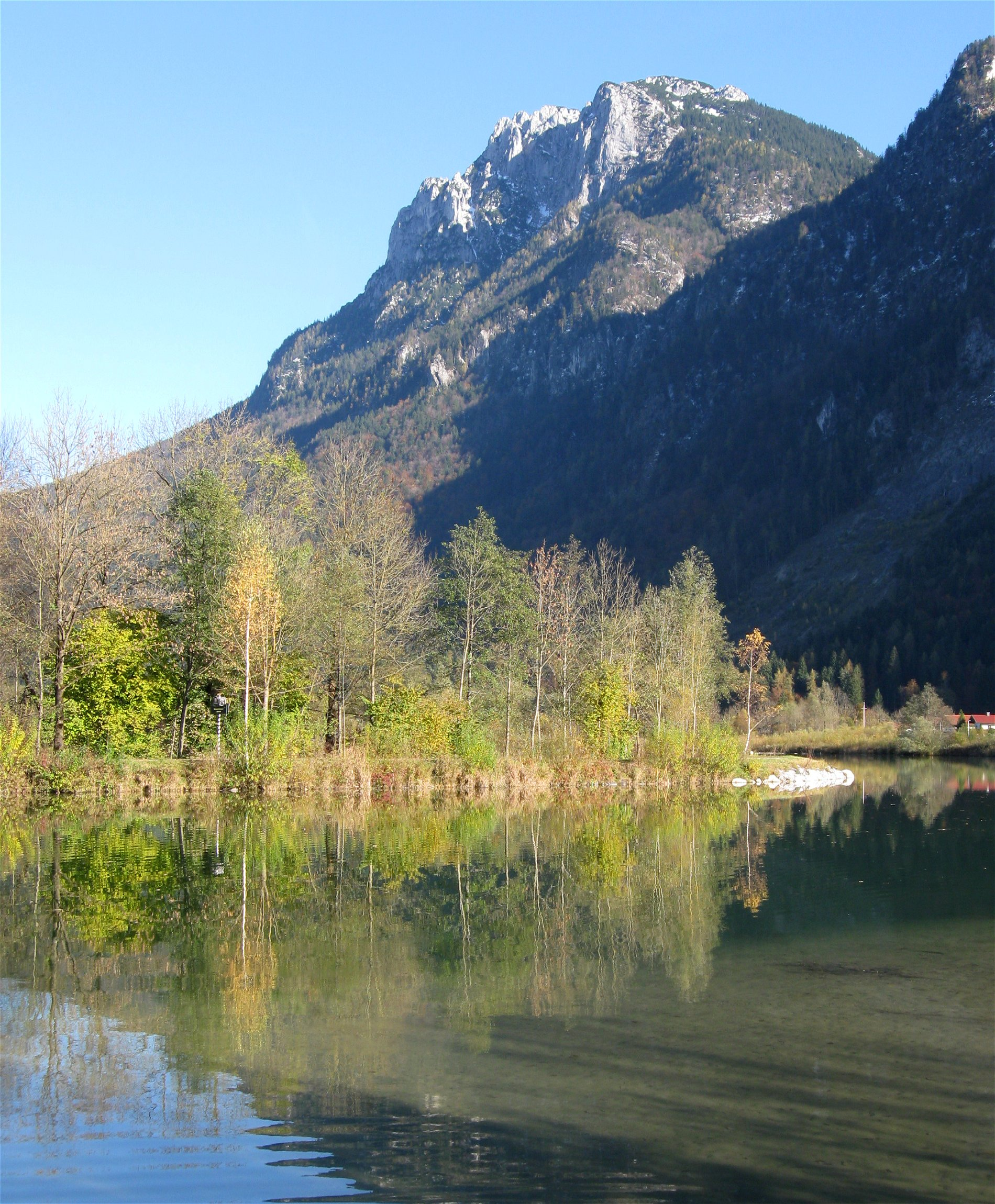
Mündung des Kieferbachs in den Inn
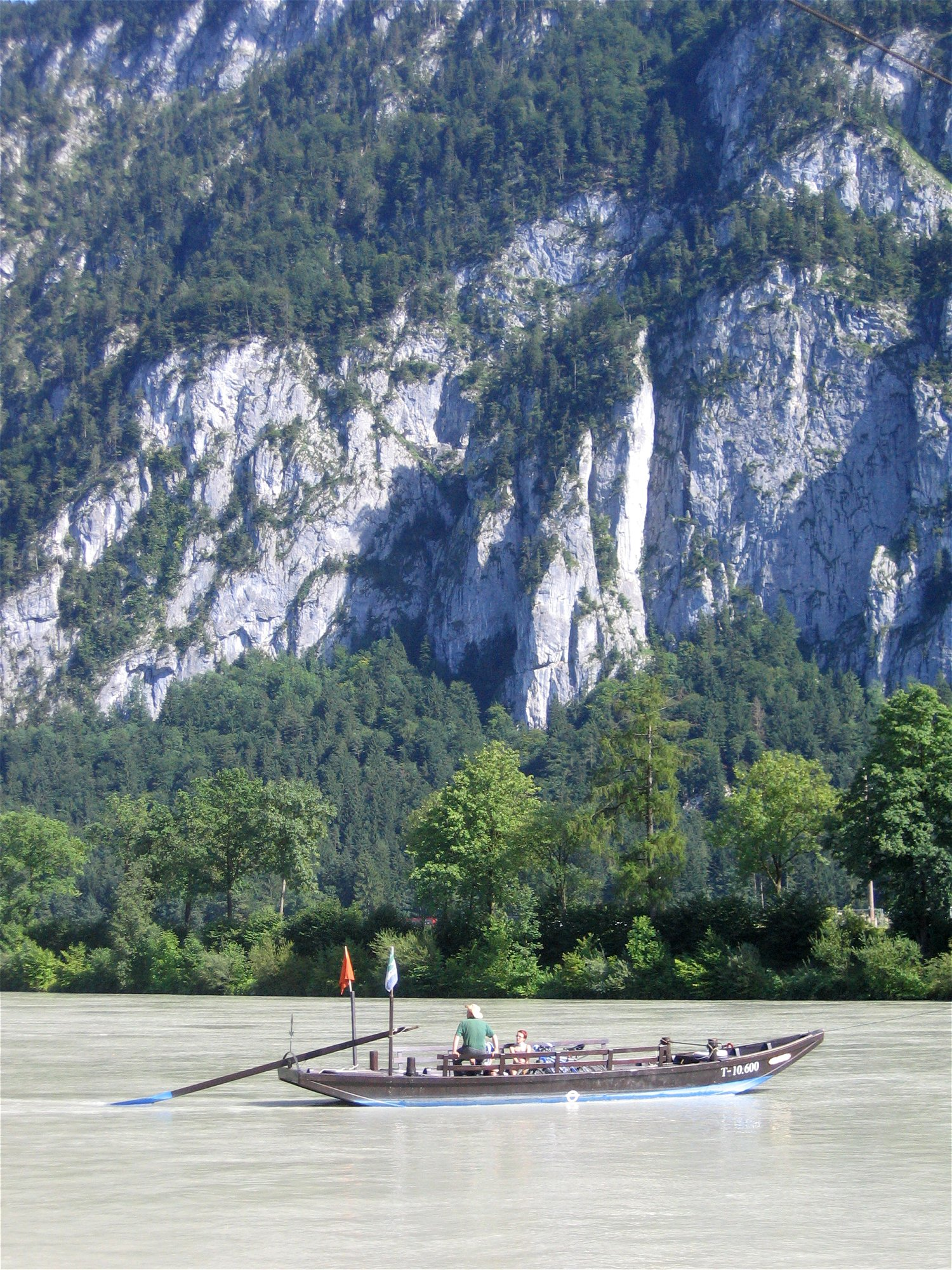
Innfähre, Blick auf die Tiroler Seite
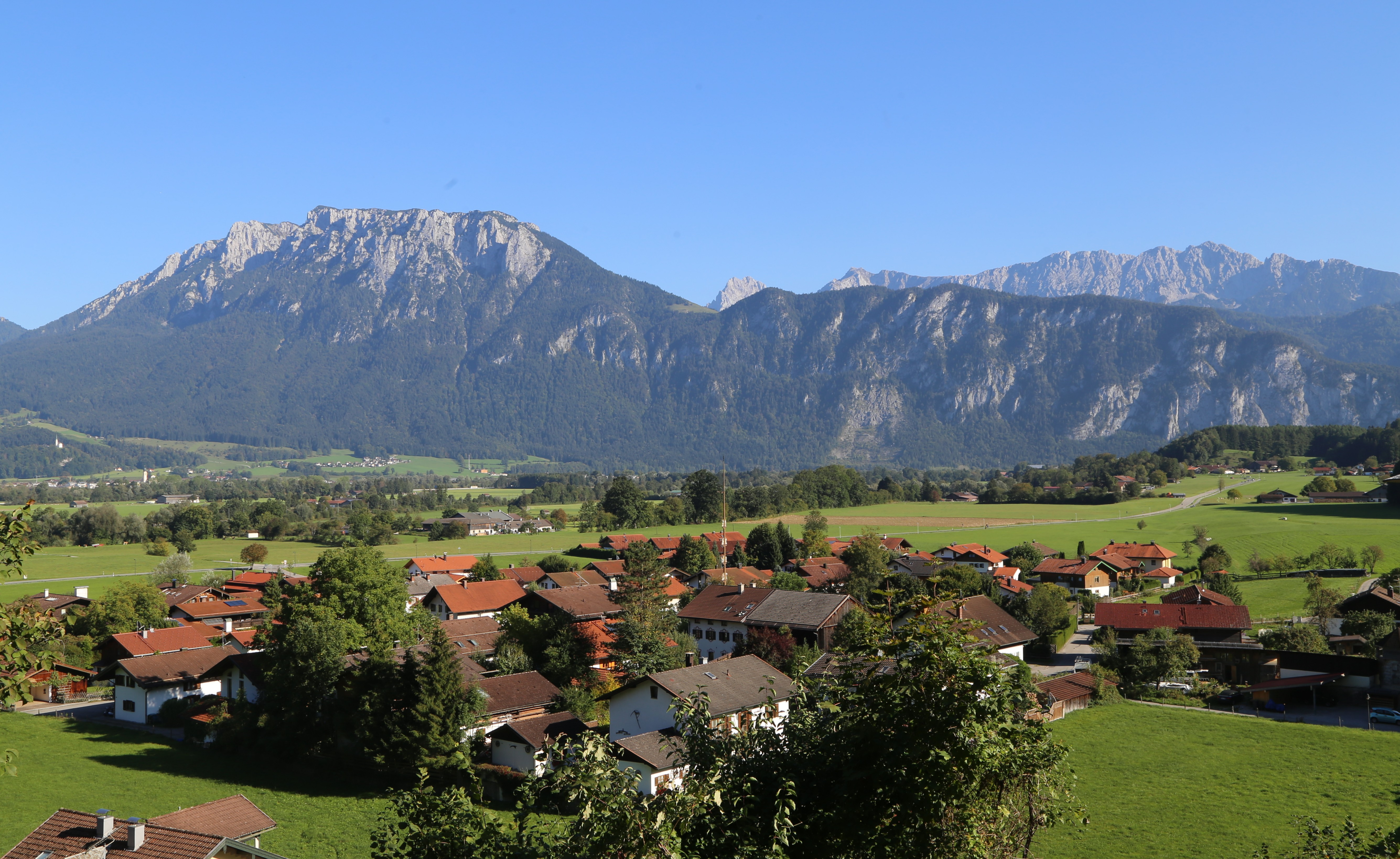
Blick von Mühlbach in Richtung Ebbs und Kaisergebirge